# Lauren Potter
Lauren Elizabeth Potter (geboren op 10 mei 1990) is een Amerikaanse actrice. Ze is vooral bekend voor haar rol als Becky Jackson in de Amerikaanse serie Glee.

## Biografie
Potter is geboren op 10 mei 1990 in Inland Empire, (Californië). Ze studeerde af aan de Polytechnic Hoge School in Riverside, Californië en studeert aan het Irvine Valley College in Irvine, Californië. Net als haar personage in Glee heeft Lauren het syndroom van Down.

## Carrière
Potter speelt het personage Becky Jackson, een cheerleader met syndroom van Down, in de tv-show Glee. Cheerleader coach Sue Sylvester (Jane Lynch) ontfermt zich over Becky mede omdat Sue's oudere zus, Jean, ook het syndroom van Down heeft.
In november 2011 benoemt president Barack Obama Potter tot voorzitter van een comité voor mensen met een verstandelijke handicap, waarin ze het Witte Huis zal adviseren in speciale kwesties. 

## Filmografie
| Film      | Film         | Film               | Film                              | Film |
| Jaar      | Film         | Rol                | Opmerking                         |      |
| --------- | ------------ | ------------------ | --------------------------------- | ---- |
| 2007      | Mr. Blue Sky | Jonge Andra Little |                                   |      |
| Televisie |              |                    |                                   |      |
| Jaar      | Titel        | Rol                | Opmerking                         |      |
| 2009–2015 | Glee         | Becky Jackson      | Terugkerende rol, 33 afleveringen |      |